# Bazelovke
Bazelovke (lat. Basellaceae), manja biljna porodica u redu klinčićolike, uglavnom penjačice i puzavice. Ime je dobila po rodu jednogodišnjeg bilja bazela (Basella). Postoji 19 vrsta unutar 4 roda

## Rodovi
1. Basella L. (5 spp.)
2. Anredera Juss. (12 spp.)
3. Tournonia Moq. (1 sp.)
4. Ullucus Caldas (1 sp.)

## Vanjske poveznice
|  | Zajednički poslužitelj ima još gradiva o temi Basellaceae |
|  | Wikivrste imaju podatke o taksonu Basellaceae             |